# Quinto Flavio Tértulo
Quinto Flavio Tértulo (en latín, Titus Flavius Tertullus) fue un senador romano del siglo II, que desarrolló su carrera política bajo los imperios de Trajano, Adriano y Antonino Pío.

## Carrera
Su primer cargo conocido fue el cónsul sufecto para el nundinum de julio a septiembre de 133, bajo Adriano.
El siguiente cargo que desempeñó fue el de procónsul de la provincia romana de Asia en 148-149, bajo Antonino Pío.